# Darren Overton
Darren Overton (nascut el 30 de novembre de 1989) és un futbolista neozelandès que actualment juga pel Dulwich Hill FC de la Superleague de Nova Gal·les del Sud, a Austràlia. Prèviament, Overton jugà pel Canterbury United i l'Otago United del Campionat de Futbol de Nova Zelanda.

## Trajectòria esportiva
Overton començà la seva carrera futbolística el juliol de 2007 quan va ser ofert un contracte per jugar amb el Canterbury United. Va debutar pel Canterbury United el 3 de novembre d'aquell any en un partit local a English Park contra el Hawke's Bay United en què perderen 3 a 1. Des d'aleshores fins al 2007 Overton va jugar en un total de 32 partits marcant 1 gol pel club.
El juliol de 2011 Overton fou transferit gratuïtament a l'Otago United. El 23 d'octubre Overton debutà pel club en un partit contra el Team Wellington en què empataren 2 a 2. En la lliga al llarg de la temporada Overton ha jugat en 8 partits i ha marcat 3 gols.
A l'acabar la temporada 2011-12 Overton marxà de l'Otago United per a jugar amb el Dulwich Hill FC de la Superleague de Nova Gal·les del Sud.